# 米克 (科罗拉多州)
米克（英語：Meeker），是美国科罗拉多州里奥布兰科县下属的一座城市。建市于1885年11月10日，面积大约为3.509平方英里（9.088平方公里）。根据2010年美国人口普查，该市有人口2,475人。2011年估计该市有人口2,519人，相比2010年人口增长率为1.78%。同时，论人口该市是科罗拉多州第100大城市。